# シャッター

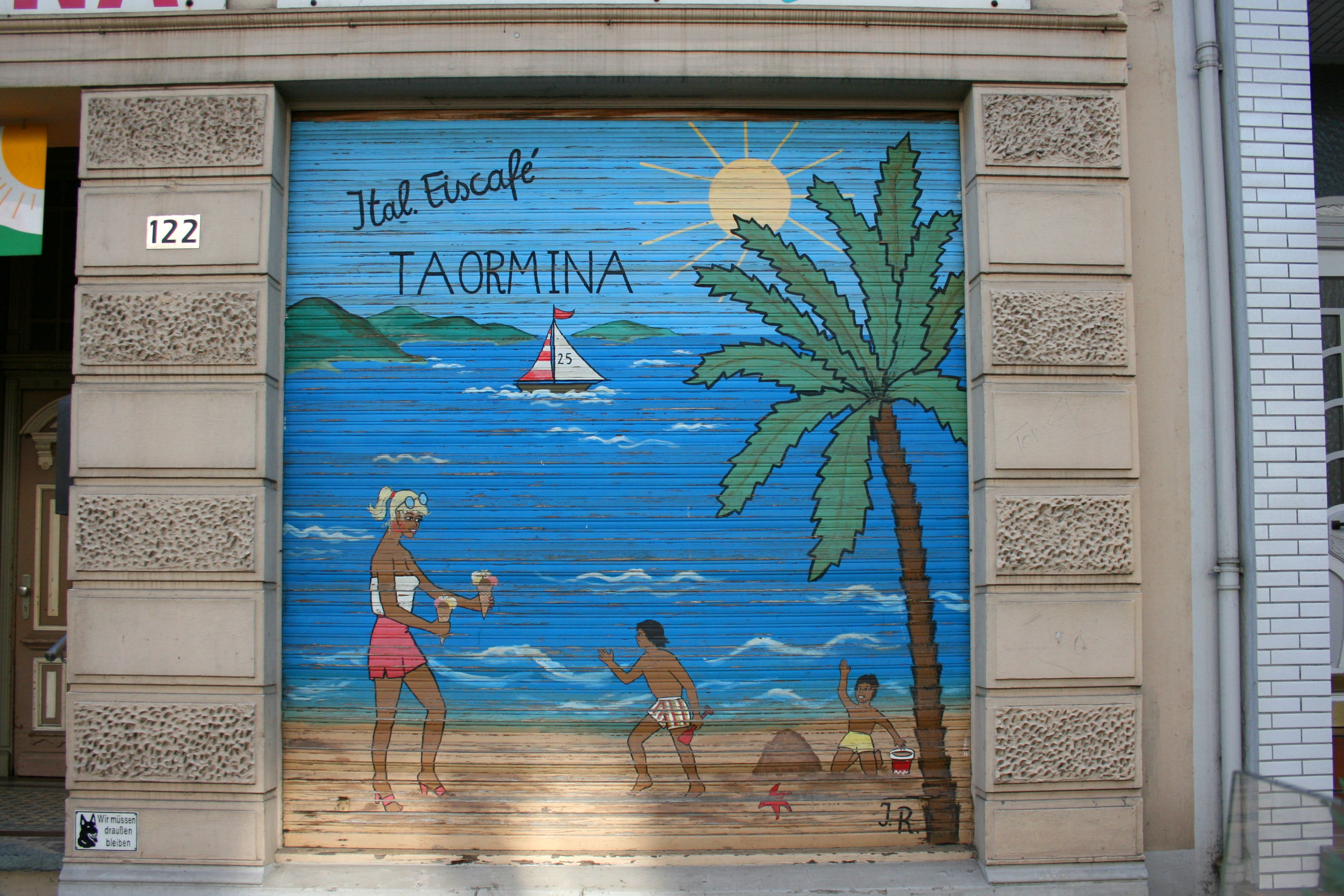
シャッターに絵が描かれている例

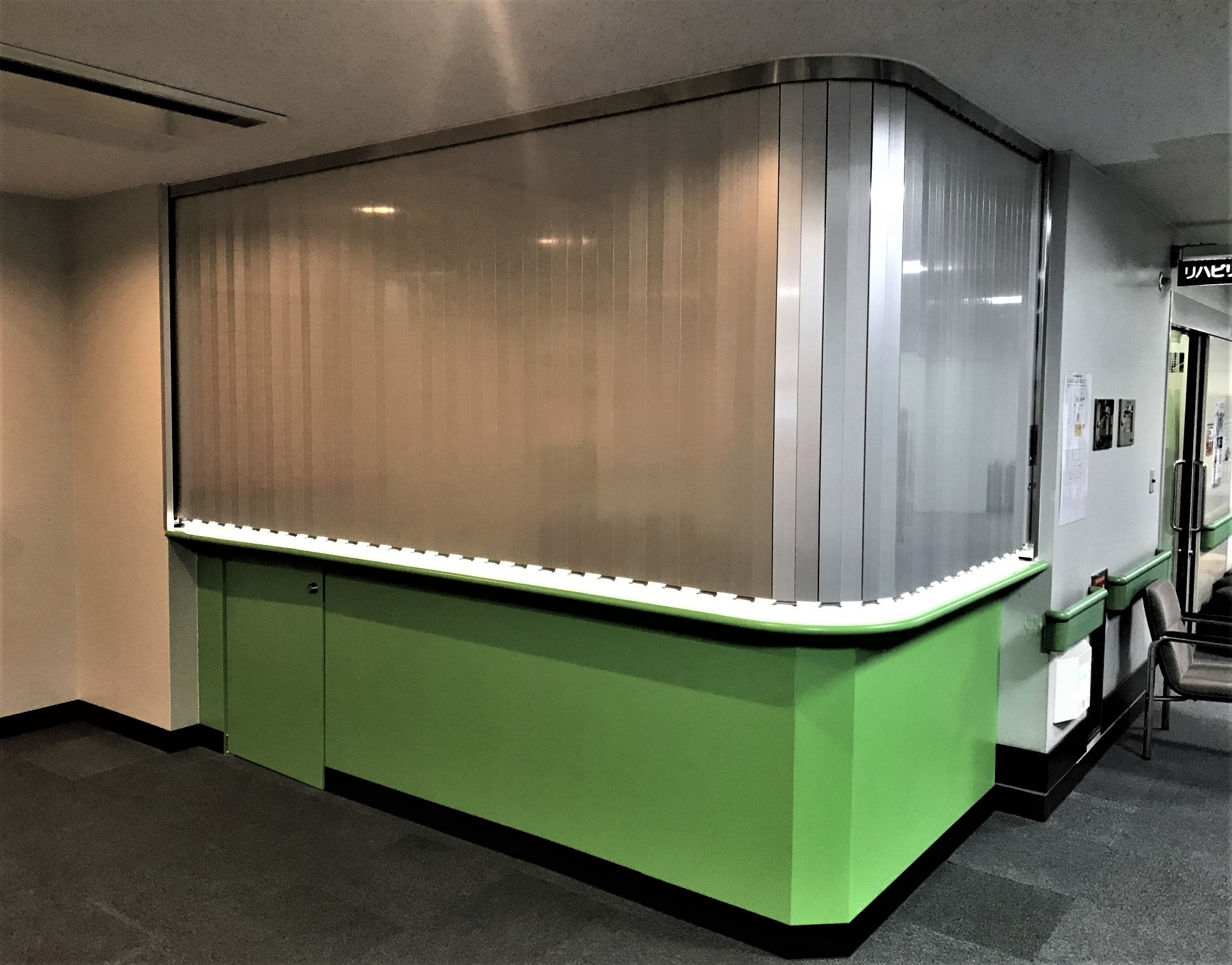
横引きシャッター

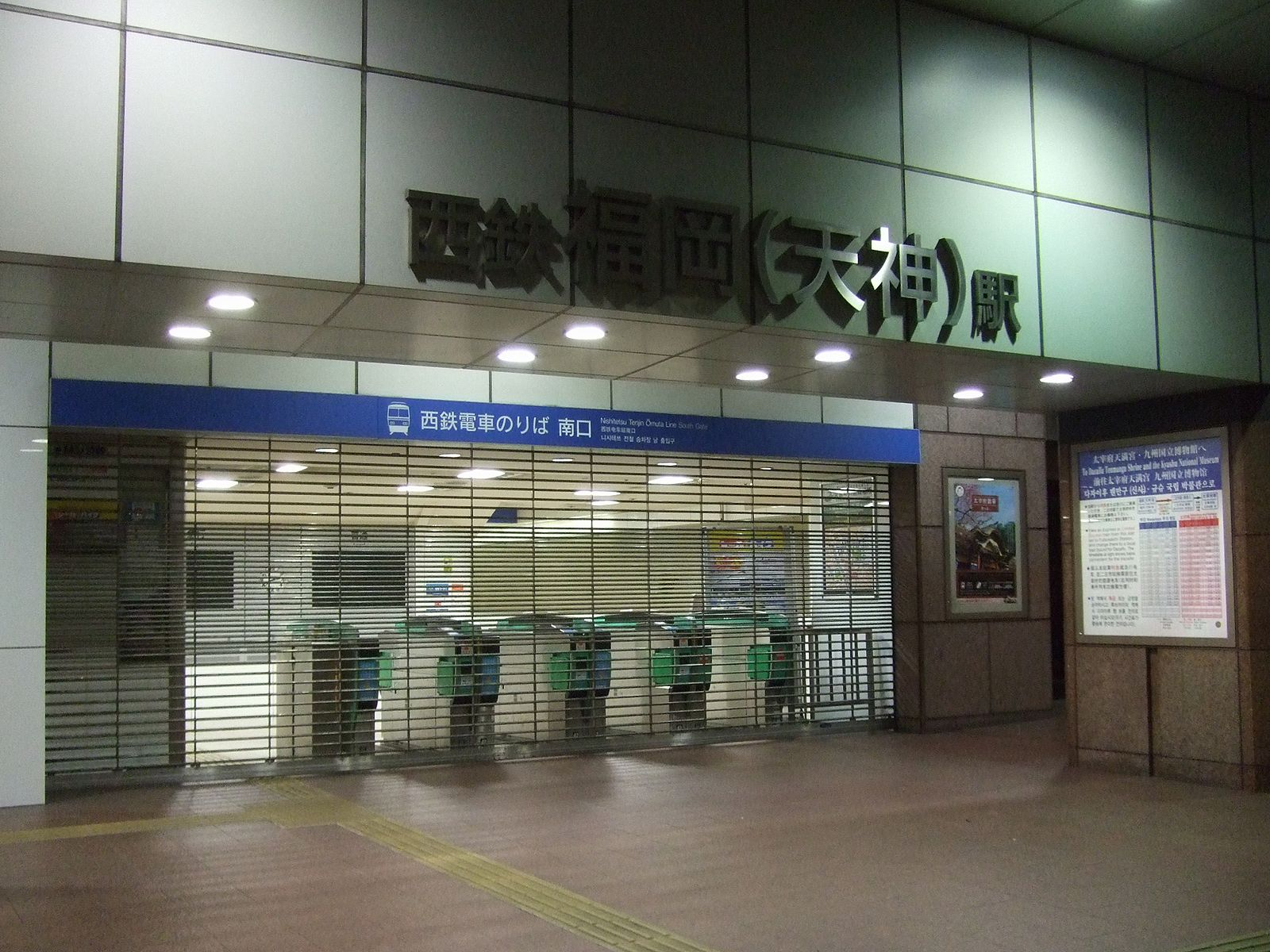
終電後の夜中にシャッターが下ろされている鉄道駅の例（西鉄福岡（天神）駅）。

シャッター（英語:window shutter）は、何枚もの細長い部材をすだれのように連接し、それを枠体に巻き取ったり片側に寄せることで収納することができるようにした建具。シャッターを構成する細長い部材をスラット（鎧）という。日本語では「鎧戸」と訳されることがある。ただし、「鎧戸」はルーバーを意味することもある。

## 概要
シャッターの基本構造は、主たる構成部材であるシャッターカーテン、巻き取りシャフト、それを固定するための軸受けブラケットと収納するためのケース、巻取りシャフトにローラチェーンで駆動力を与える開閉機、シャッターカーテンのガイドレールなどから構成される。
シャッターの扉の材質には、アルミニウム、鉄（スチール）、ステンレスなど金属製のほか、木製、布製、ビニール製などもあり、透明パネルシャッターではポリカーボネイトなどが用いられる。また、枠と方立にはアルミニウム、鉄（スチール）、ステンレスなどが用いられる。
シャッターは用途別では、間仕切りや店舗の管理のために設置される管理シャッター、侵入やピッキングを防止するための防犯シャッター、火災による事故や延焼などを防ぐための防火（防煙）シャッターに分けられる。
店舗外構のシャッターには様々な塗装やデザインが施され、店舗の広告・宣伝の効能を有するものが多い。

## 歴史
シャッターは1837年にイギリスで作られた木片を綴り合せた構造物を原型としている。その後、1862年にはロンドン大博覧会に木製シャッターが出品された。
日本では1896年にイギリスから輸入したスチール・シャッターが日本銀行本店に設置されたのが初めてである。1903年には鈴木富太郎が創立した建築金物商会（鈴木シャッターの前身）によって国産スチール・シャッターが誕生した。

## 種類

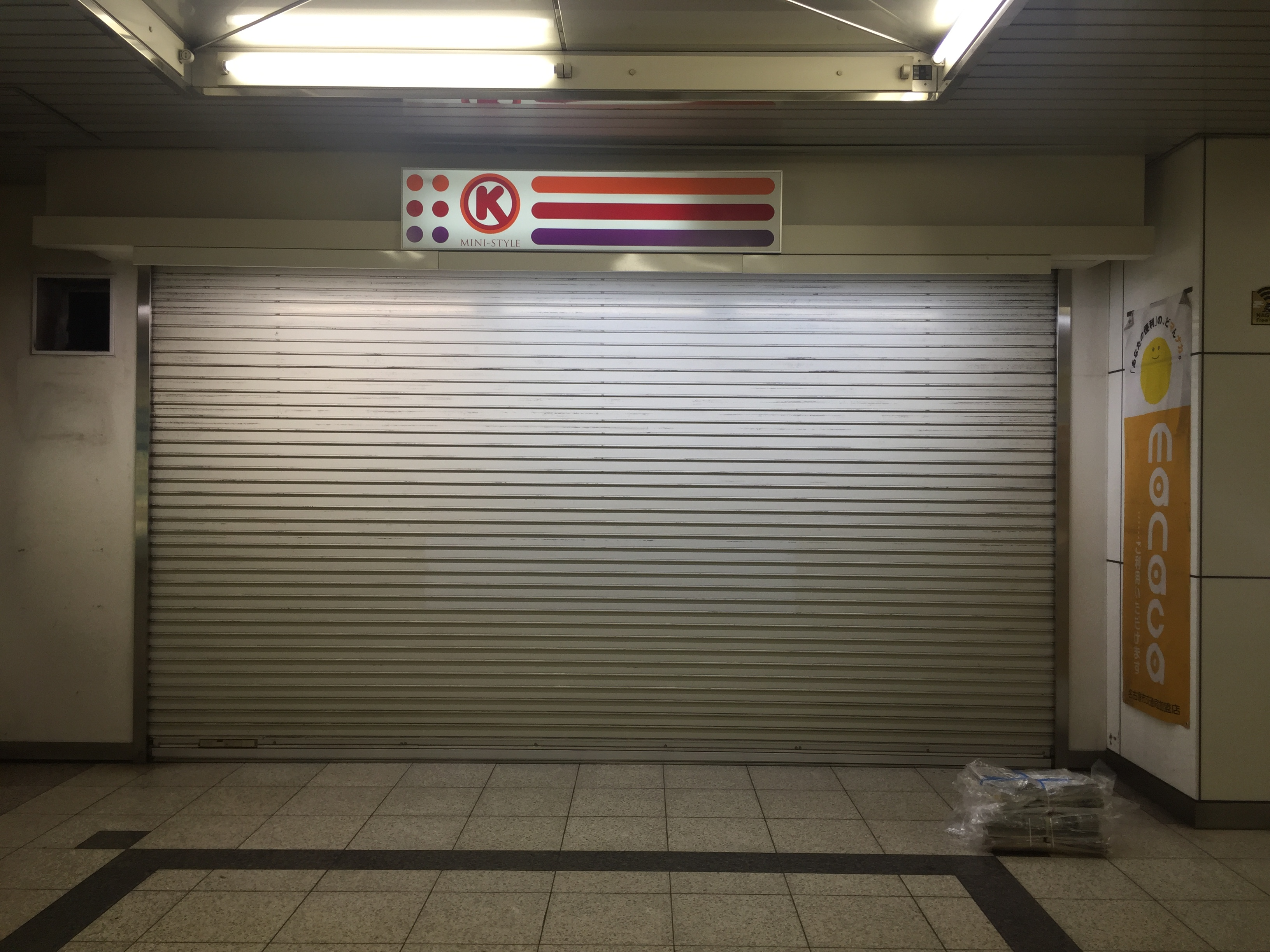
上下開閉式のシャッター

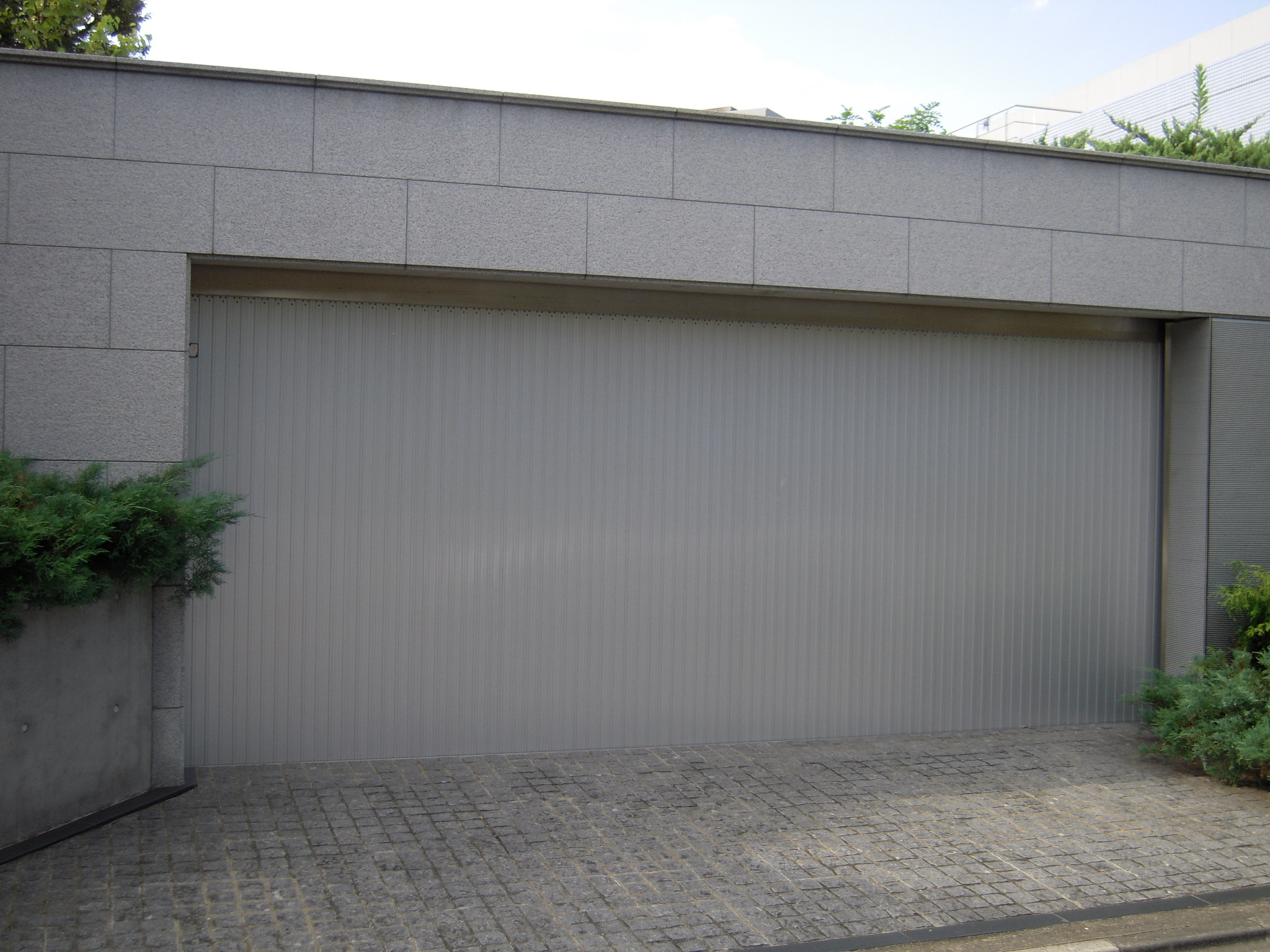
住宅での横引きシャッターの例

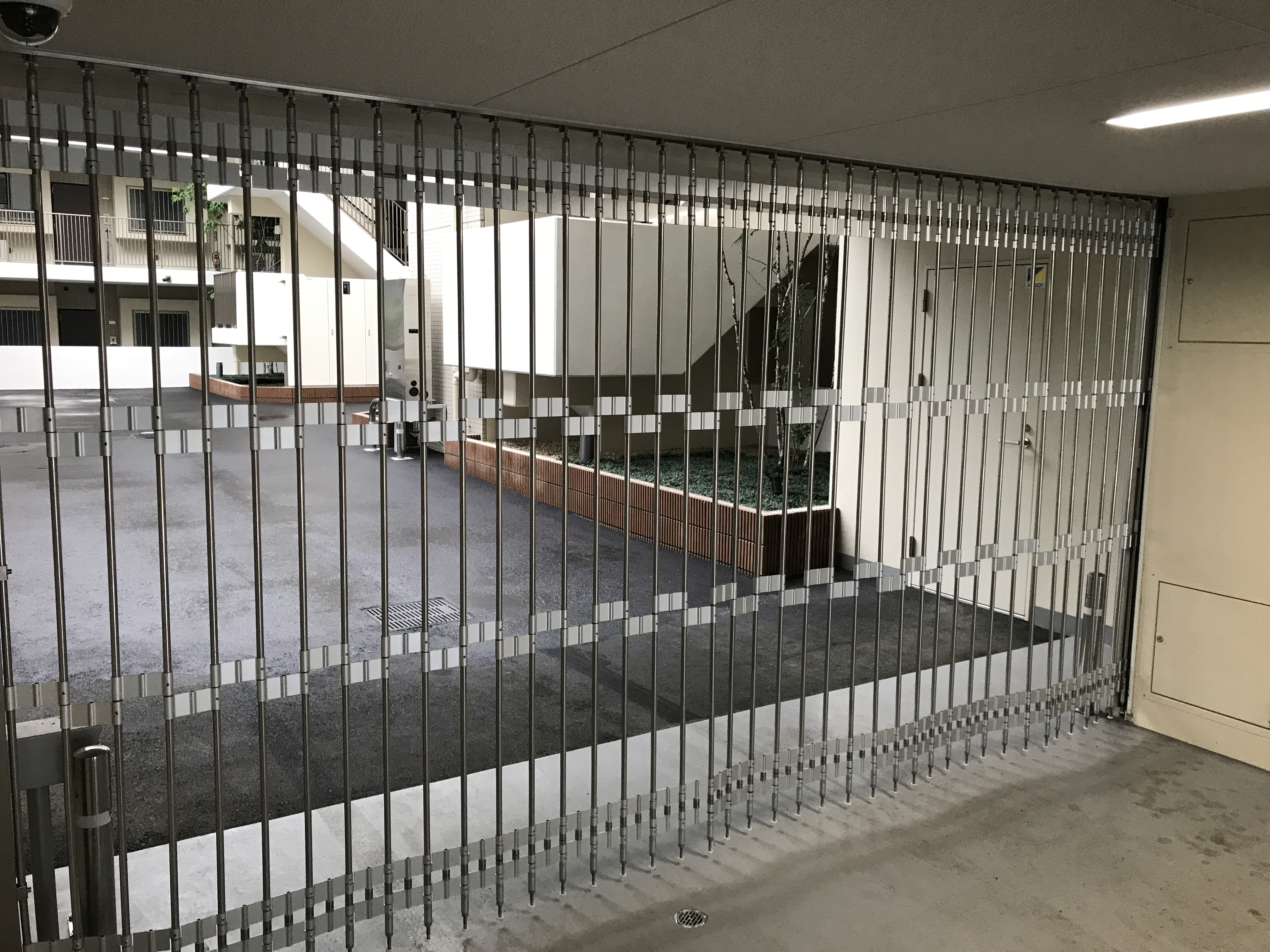
格子タイプ（パイプシャッター）の横引きシャッター

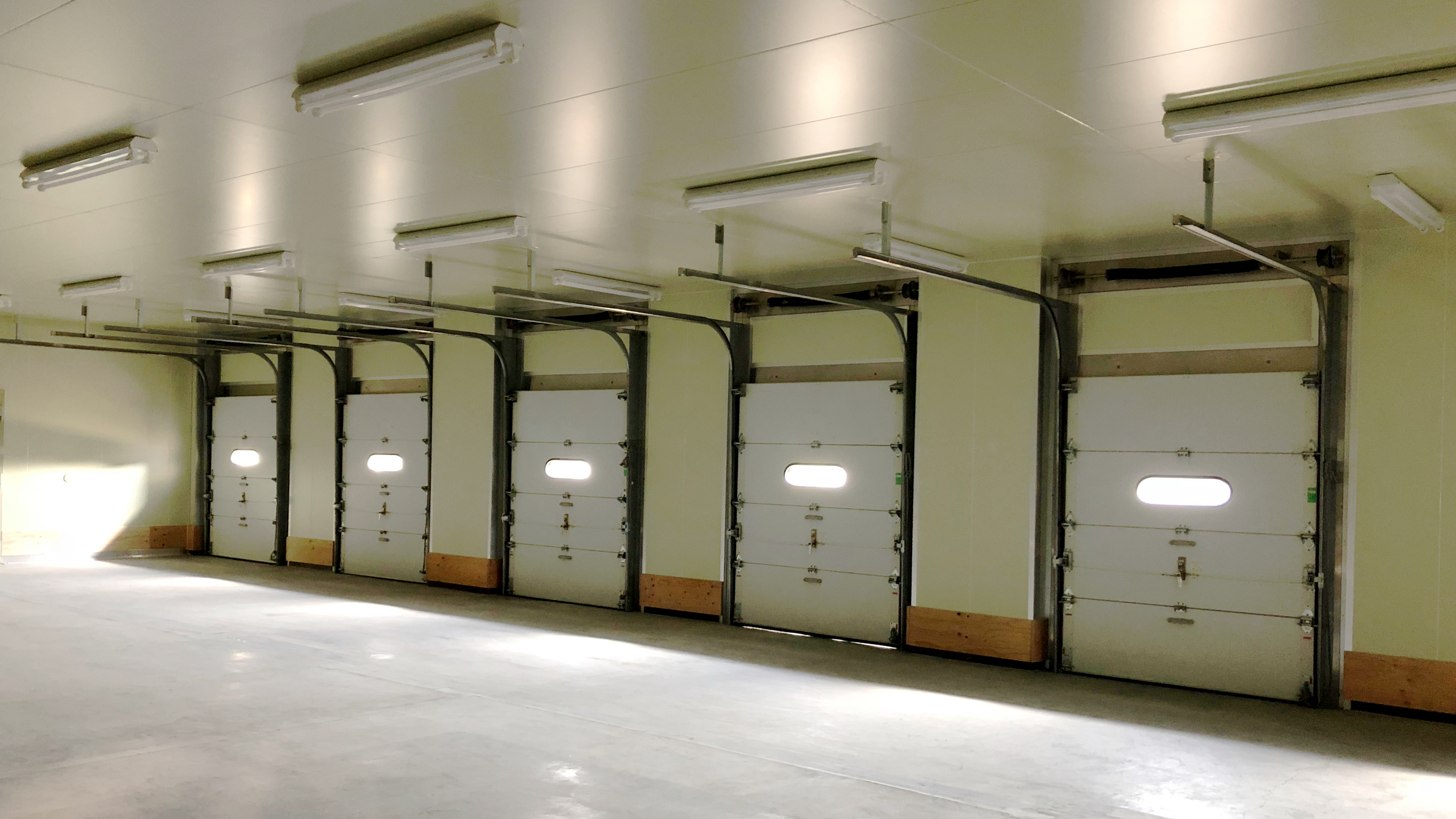
倉庫でのオーバースライディングドア

### 開閉方式
開閉方式では、上下開閉式シャッター、横開閉式（横引き）シャッター、水平開閉式（水平引き）シャッターに分けられる。
- 上下開閉式シャッター - 通常の上下開閉をする形式[1]
- 横開閉式（横引き）シャッター - 雨戸のように左右開閉する形式[1]
- 水平開閉式（水平引き）シャッター - 開く屋根や開く床のような形式をもつシャッター[1]

横引きシャッターは、株式会社横引シャッター創業者である市川文胤が「上吊式横引きシャッター」で特許を取得。S字や曲線が自由に描けるため、建物に合わせたコーディネートを可能としKIOSKや地下鉄の売店などにも広く採用されている。

### 駆動方式
手で開閉する手動式とモーターで操作する電動式がある。

### スラット
シャッターはスラット（鎧）の規格では、スラットが重く大型で幅も自由に設定できる重量シャッターと、スラットが比較的軽く小型で幅に制限がある軽量シャッターに分けられる。
外壁開口部に設置する電動式の重量シャッターとして、管理用シャッター（侵入・風雨防止）や外壁用防火シャッター（侵入・風雨・延焼防止）、全体を格子（グリル）にしたグリルシャッター、パネルシャッター、排煙シャッター、遮音シャッターなどがある。また、建物内部に設置する重量シャッターとして、屋内用防火シャッター、防煙シャッター、耐火クロス製防火/防炎スクリーンなどがある。なお、建物内部に設置する重量シャッターには手動式のものもあるが管理用には不向きとされる。

### 開閉時の形状
- スラットシャッター - 全閉鎖されるもの[1]
- （透明）パネルシャッター - 通風はないが採光は可能なもの[1]
- パイプシャッター - 通風と採光が可能な半開放のもの[1]

### 収納方法
一般的な巻き取り式のほか、折りたたみ式、オーバースライダー式、壁や天井などに雨戸のように収納する流し込み式などがある。

## シャッターメーカー

### 日本
- 三和シヤッター工業
  - 鈴木シャッター
- 文化シヤッター
- 東洋シヤッター
- 大和シャッター
- 日本シャッター製作所
- ノイレスシャッター
- セブンシャッター
- ユニフロー
- 小松電機産業
- 横引シャッター（「上吊式横引きシャッター」で特許を取得。横引きシャッターでトップシェアを持つ。）

## その他の構造物
土木分野ではシャッター砂防堰堤が研究されており、1年間を出水期と非出水期に分けて出水期にだけシャッターを閉めておく運用あるいは個々の出水に合わせてシャッターを開閉する運用が考えられている。日本では常願寺川中流域にある妙寿砂防堰堤（富山県立山町）にシャッター付き堰堤が導入されている。